# Любожиця
Любожиця (пол. Luborzyca) — село в Польщі, у гміні Коцмижув-Любожиця Краківського повіту Малопольського воєводства. Населення — 785 осіб (2011).
У 1975—1998 роках село належало до Краківського воєводства.

## Демографія
Демографічна структура станом на 31 березня 2011 року:
|          | Загалом | Допрацездатний вік | Працездатний вік | Постпрацездатний вік |
| -------- | ------- | ------------------ | ---------------- | -------------------- |
| Чоловіки | 386     | 84                 | 269              | 33                   |
| Жінки    | 399     | 80                 | 245              | 74                   |
| Разом    | 785     | 164                | 514              | 107                  |

## Відомі уродженці
- Зофія Аттесландер — польська художниця, яка творила в 1889—1928 роках, зокрема в Берліні, Парижі та Вісбадені.